# یانوش ناسفتر

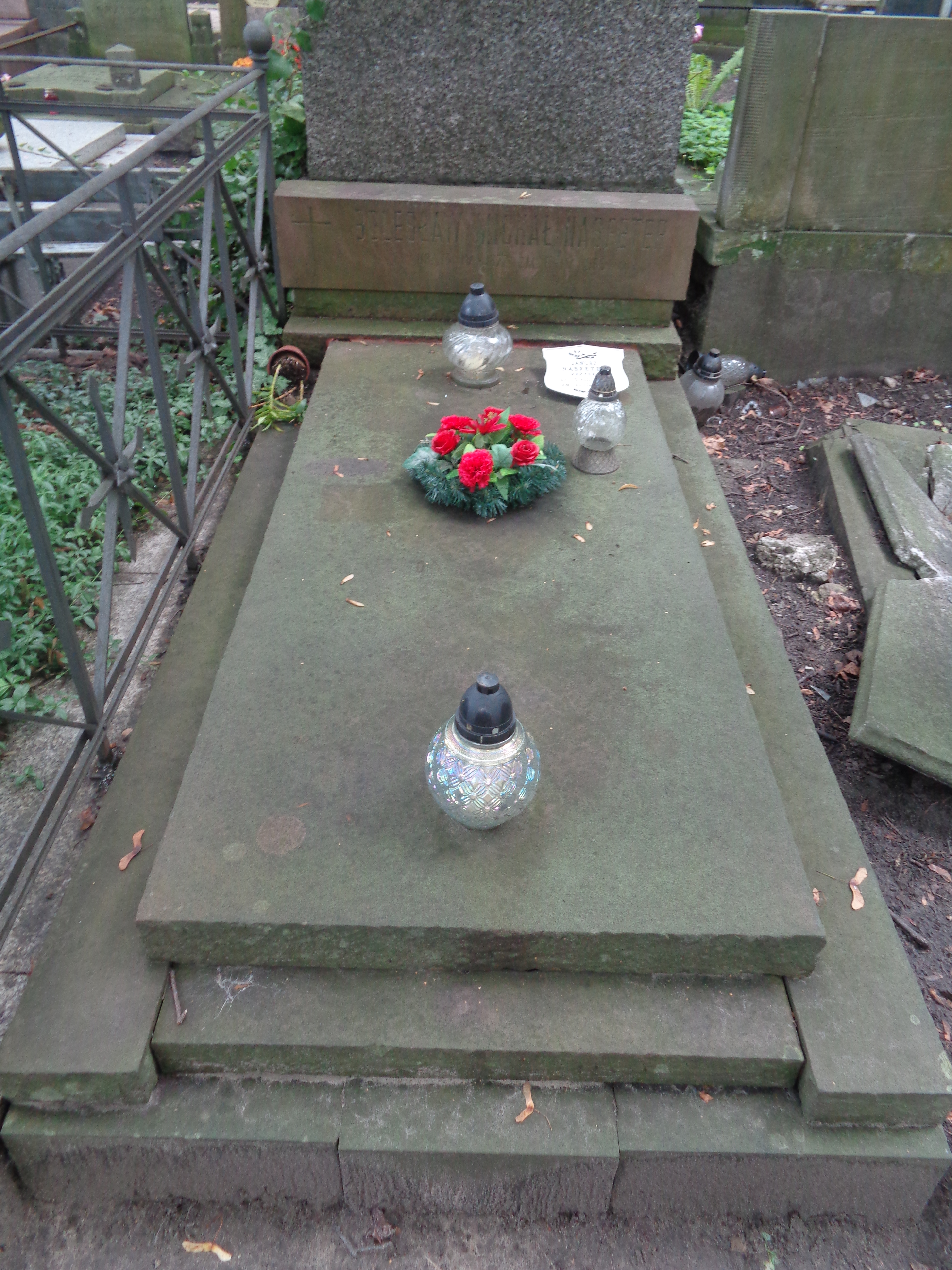
نمایی از سنگ‌مزار یانوش ناسفتر - ۲۰۲۲

یانوش ناسفتر (لهستانی: Janusz Nasfeter; ۱۵ اوت ۱۹۲۰ – ۱ آوریل ۱۹۹۸) فیلم‌نامه‌نویس، و کارگردان فیلم اهل لهستان بود.

## زندگی‌نامه
یانوش ناسفتر در سال ۱۹۲۰ در ورشو متولد شده‌است. در مدرسه فیلم لودز شروع به تحصیل می‌کند و قبل از به اتمام رساندن این مدرسه نخستین فیلم سینمایی اش را به نام «دو هنگ» می‌سازد. بعد از پایان تحصیلات به ساختن فیلم‌های کوتاه در استودیوی فیلم‌های تربیتی لودز می‌پردازد که از میان این فیلم‌ها دو فیلم موفق به دریافت جایزه می‌شوند: اسلون کوچک در کارلوی واری (۱۹۵۱) و استان لاک‌پشت در رم (۱۹۵۷). بعد از آن دوباره به ساختن فیلم‌های بلند روآورده و فیلم «درام‌های کوچک» را در سال (۱۹۵۷) کارگردانی کرد.

## فیلم‌شناسی
- درام‌های کوچک (۱۹۵۷)
- مجروح در جنگل (۱۹۶۳)
- ناخواسته (۱۹۶۵)، برنده جایزه در جشنواره سن سباستیان
- پایان هفته با آن (۱۹۶۸)
- برادرات هابیل (۱۹۷۰)
- پسرک بدجنس و بیرحم (۱۹۷۲)، برنده جایزه نقره از جشنواره مسکو
- پروانه‌ها (۱۹۷۳)
- من تو را دوست نخواهم داشت (۱۹۷۴)
- جنگ من، عشق من (۱۹۷۵)
- ملکه زنبورها (۱۹۷۷)
- خواب دیدن در خواب (۱۹۷۹)